# 22 de março
22 de março é o 81.º dia do ano no calendário gregoriano (82.º em anos bissextos). Faltam 284 dias para acabar o ano.

## Eventos históricos

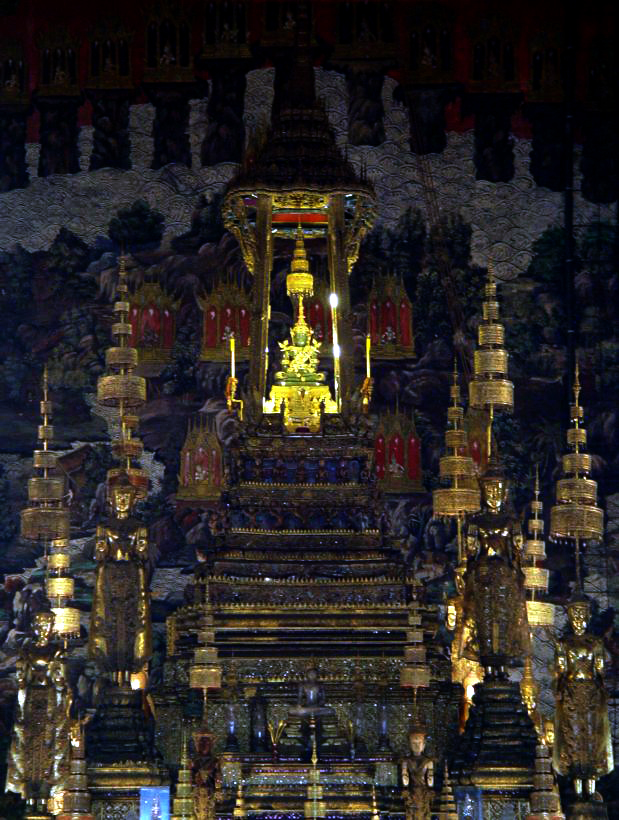
1784: O Buda de Esmeralda

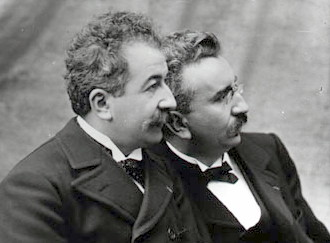
1895: Auguste e Louis Lumière

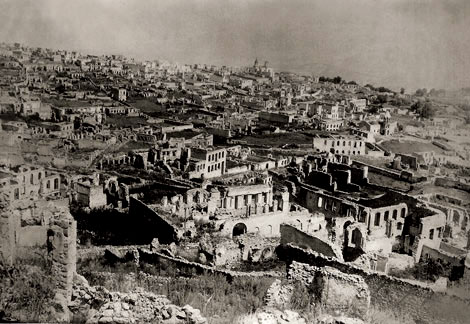
1920: O Pogrom de Shusha

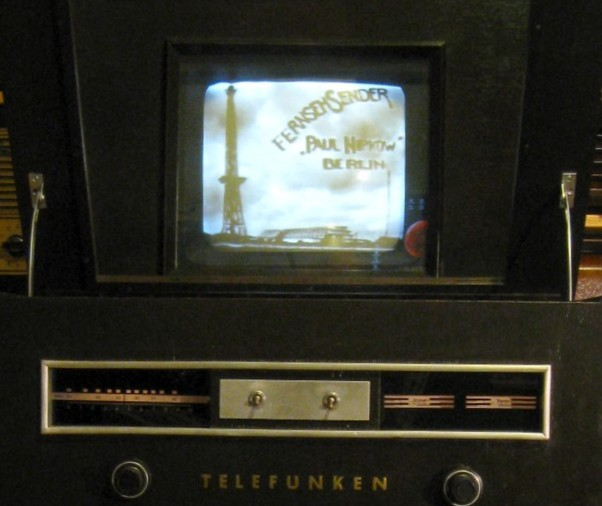
1935: Estação de TV "Paul Nipkow", Berlim

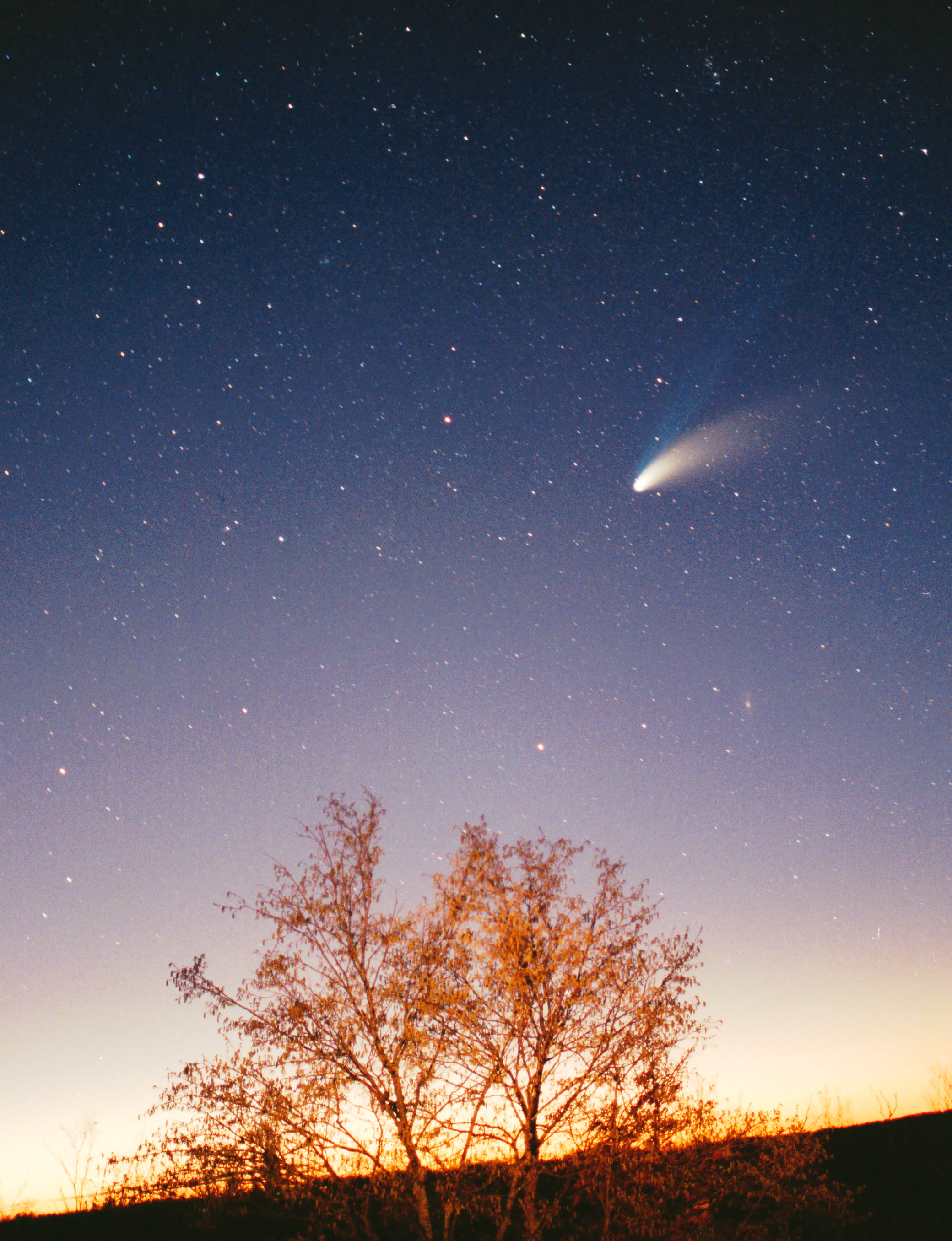
1997: O cometa Hale-Bopp

- 0106 — Início da era bostrena, o calendário da província da Arábia Petreia.
- 0235 — O imperador romano Severo Alexandre é assassinado, marcando o início da Crise do Terceiro Século.[1]
- 0238 — Gordiano I e seu filho Gordiano II são proclamados Imperadores romanos.
- 0871 — Batalha de Marton: Etelredo de Wessex é derrotado por um grande exército de vikings dinamarqueses liderados por Ivar, o Desossado, Haldano e Uba, filhos de Ragnar Lodbrok (na época já falecido).
- 1185 — Batalha de Yashima: as forças japonesas do clã Taira são derrotadas pelo clã Minamoto.[2]
- 1312 — Vox in excelso: o Papa Clemente V dissolve a Ordem dos Cavaleiros Templários.[3]
- 1508 — Fernando II de Aragão nomeia Américo Vespúcio, navegador-chefe do Império Espanhol.
- 1621 — Os peregrinos ingleses da Colônia de Plymouth, na América do Norte, assinam um tratado de paz com o chefe dos indígenas wampanoags.
- 1622 — Massacre de Jamestown: os algonquinos matam 347 colonos ingleses ao redor de Jamestown, Colônia da Virgínia, dependência do Reino da Inglaterra, sendo este número um terço da população da colônia, durante a Segunda Guerra Anglo-Powhatan.
- 1668 — O notável corsário Henry Morgan desembarca em Cuba para invadir e saquear a cidade de Puerto del Príncipe durante os últimos estágios da Guerra Anglo-Espanhola (1654-1660).[4]
- 1739 — O imperador da Pérsia (atual Irã) Nader Xá ocupa Deli na Índia e saqueia a cidade, roubando as joias do Trono do Pavão.
- 1765 — O Parlamento do Reino Unido aprova a Lei do selo, que introduz um imposto a ser cobrado diretamente em suas províncias ultramarinas americanas.
- 1784 — O Buda de Esmeralda é movido com grande cerimônia para sua localização atual em Wat Phra Kaew, Reino de Sião (atual Tailândia).
- 1829 — No Protocolo de Londres, as três potências protetoras (Reino Unido, França e Rússia) estabelecem as fronteiras da Grécia.
- 1833 — Império do Brasil: a Revolta do Ano da Fumaça foi um conflito regencial que aconteceu em Ouro Preto.
- 1848 — Reino Lombardo-Vêneto: ocorre a revolução popular (Os Cinco Dias de Milão), os austríacos são expulsos de Milão, que se torna a capital do Governo Provisório da Lombardia (Governo Provvisorio della Lombardia).
- 1849 — Os austríacos derrotaram os sardenhos na Batalha de Novara.
- 1869 — Guerra do Paraguai: o Conde d'Eu, é o novo comandante-em-chefe das tropas aliadas.
- 1873 — A Assembleia Nacional Espanhola abole a escravidão em Porto Rico.[5]
- 1895 — Cinema: Primeira exibição (em uma tela particular) de filmes pelos irmãos Auguste e Louis Lumière.
- 1896 — Charilaos Vasilakos vence a primeira maratona olímpica moderna com o tempo de três horas e 18 minutos.
- 1911 — Fundação da Universidade do Porto, Portugal, baseada em duas instituições de ensino superior criadas no século XIX: a Academia Politécnica e a Escola Médico-Cirúrgica.
- 1916 — Yuan Shikai abdica como imperador da China, restaurando a República e retornando à Presidência.
- 1920 — Pogrom de Shusha: soldados do exército do Azerbaijão e do Império Otomano, com a participação de grupos curdos, atacam os habitantes armênios de Shusha (Nagorno-Karabakh).
- 1933
  - O Presidente estado-unidense Franklin Delano Roosevelt assina a lei que legaliza o consumo de bebidas alcoólicas acabando com a Lei Seca.
  - A Alemanha Nazista abre seu primeiro campo de concentração, Dachau.
- 1935 — O primeiro programa regular de televisão no mundo é transmitido através da antena no alto da Torre de Rádio de Berlim.
- 1939 — Segunda Guerra Mundial: a Alemanha toma Memel da Lituânia.
- 1941
  - A Represa Grand Coulee em Washington começa a gerar eletricidade.
  - Segunda Guerra Mundial: O cargueiro brasileiro Taubaté é metralhado por alemães, foi o primeiro navio atacado de uma sequência de 35, que ocasionou mais de mil mortos.
- 1942 — Segunda Guerra Mundial: no mar Mediterrâneo, a Marinha Real Britânica enfrenta a Marinha Real Italiana na Segunda Batalha de Sirte.
- 1943 — Segunda Guerra Mundial: toda a população de Khatyn, União Soviética (localizada na atual Bielorrússia) é queimada viva por forças de ocupação alemãs.
- 1945 — A Liga Árabe é fundada no Cairo, Egito, com a adoção da "Carta da Liga dos Estados Árabes”.
- 1946 — O Reino Unido concede independência total a Transjordânia.
- 1955 — Um Douglas R6D-1 Liftmaster da Marinha dos Estados Unidos cai na cordilheira Waiʻanae, no Havaí, matando 66 pessoas.[6]
- 1960 — Arthur Schawlow e Charles Hard Townes recebem a primeira patente para um laser.
- 1963 — A banda britânica de rock The Beatles lançam seu primeiro álbum Please Please Me.
- 1982 — O ônibus espacial Columbia, da NASA, é lançado do Centro Espacial John F. Kennedy em sua terceira missão, STS-3.
- 1992 — Queda do comunismo na Albânia: o Partido Democrático da Albânia ganha uma maioria decisiva nas eleições parlamentares.
- 1993 — Intel Corporation fabrica os primeiros processadores Pentium (80586), com velocidade de clock de 60 MHz, mais de 100 MIPS e um barramento externo de dados de 64 bits.
- 1995 — O cosmonauta Valeri Polyakov retorna à Terra após estabelecer o recorde de 438 dias no espaço.
- 1997 — O cometa Hale-Bopp tem a sua maior aproximação da Terra.
- 2004 — Ahmed Yassin, cofundador e líder do grupo palestino Hamas e guarda-costas são mortos na Faixa de Gaza atingidos por mísseis Hellfire lançados por um helicóptero AH-64 Apache da Força Aérea Israelense.
- 2006 — O ETA, grupo armado dos separatistas bascos, declara um cessar-fogo permanente, que seria rompido em 30 de dezembro.
- 2014 — Quarenta e três pessoas morrem em um deslizamento de terra perto de Oso, Washington.
- 2016 — Atentados terroristas em Bruxelas perpetrados pelo Estado Islâmico causam a morte de 34 pessoas.
- 2017
  - Um ataque terrorista em Londres perto das Casas do Parlamento deixa quatro pessoas mortas e pelo menos 20 feridas.
  - Guerra Civil Síria: 500 membros das Forças Democráticas Sírias (FDS) são transportados de avião para o sul do rio Eufrates por helicópteros da Força Aérea dos Estados Unidos, dando início à Batalha de Tabqa.
- 2019 — Mais de 1 000 mortos e uma quantidade desconhecida de desaparecidos após o ciclone Idai atingir os países Zimbábue, Malawi e Moçambique.[7]
- 2020
  - O primeiro-ministro indiano, Narendra Modi, anuncia o maior toque de recolher autoimposto do país, em um esforço para combater a disseminação do COVID-19.[8]
  - O primeiro-ministro grego, Kyriakos Mitsotakis, anuncia um bloqueio nacional e o primeiro toque de recolher autoimposto do país, em um esforço para combater a disseminação do COVID-19.[9]
- 2024 — Ataque terrorista mata mais de 130 pessoas e deixa mais de 140 feridas na sala de concertos do centro comercial Crocus City em Krasnogorski, Rússia.

## Nascimentos

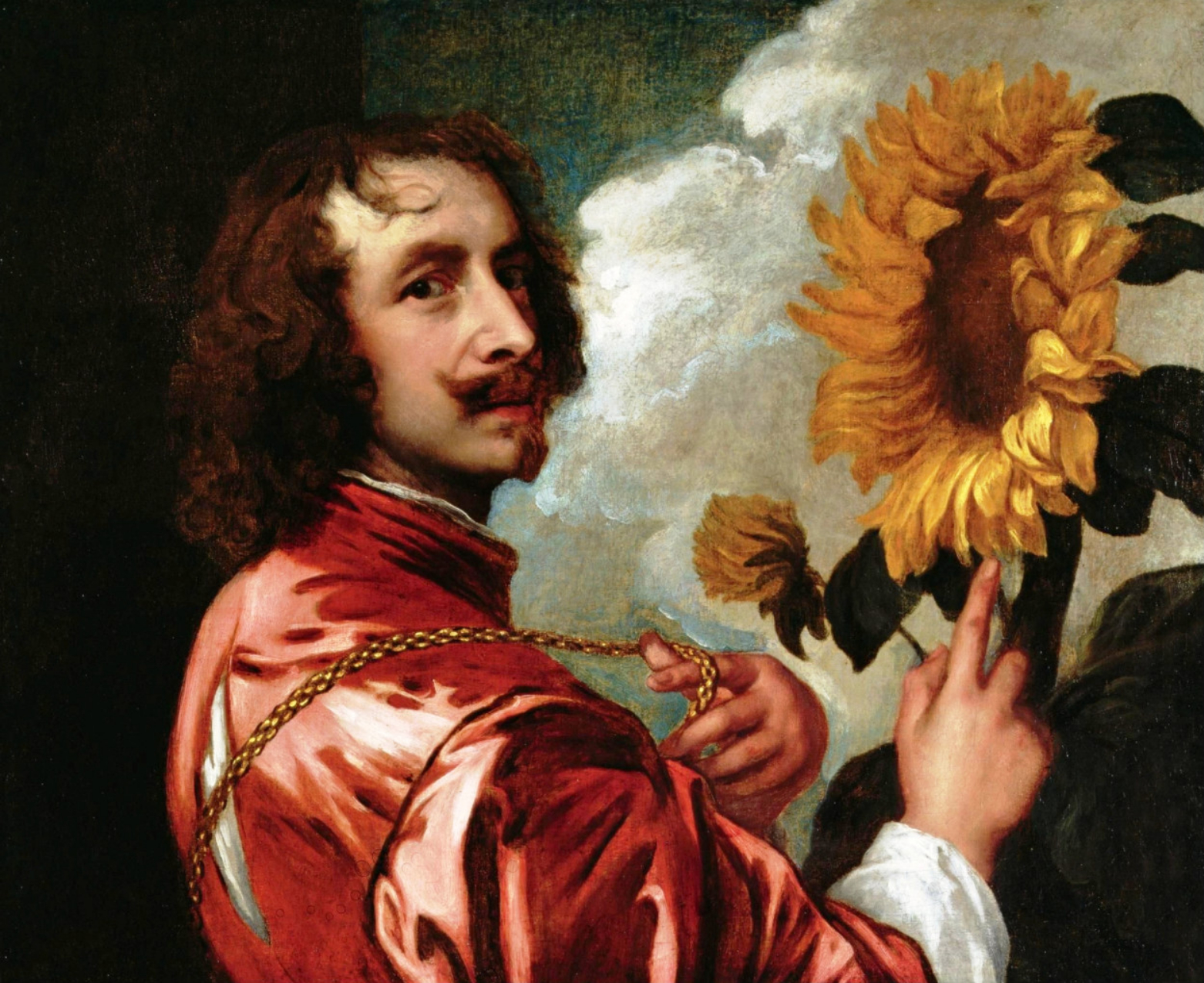
Anthony van Dyck

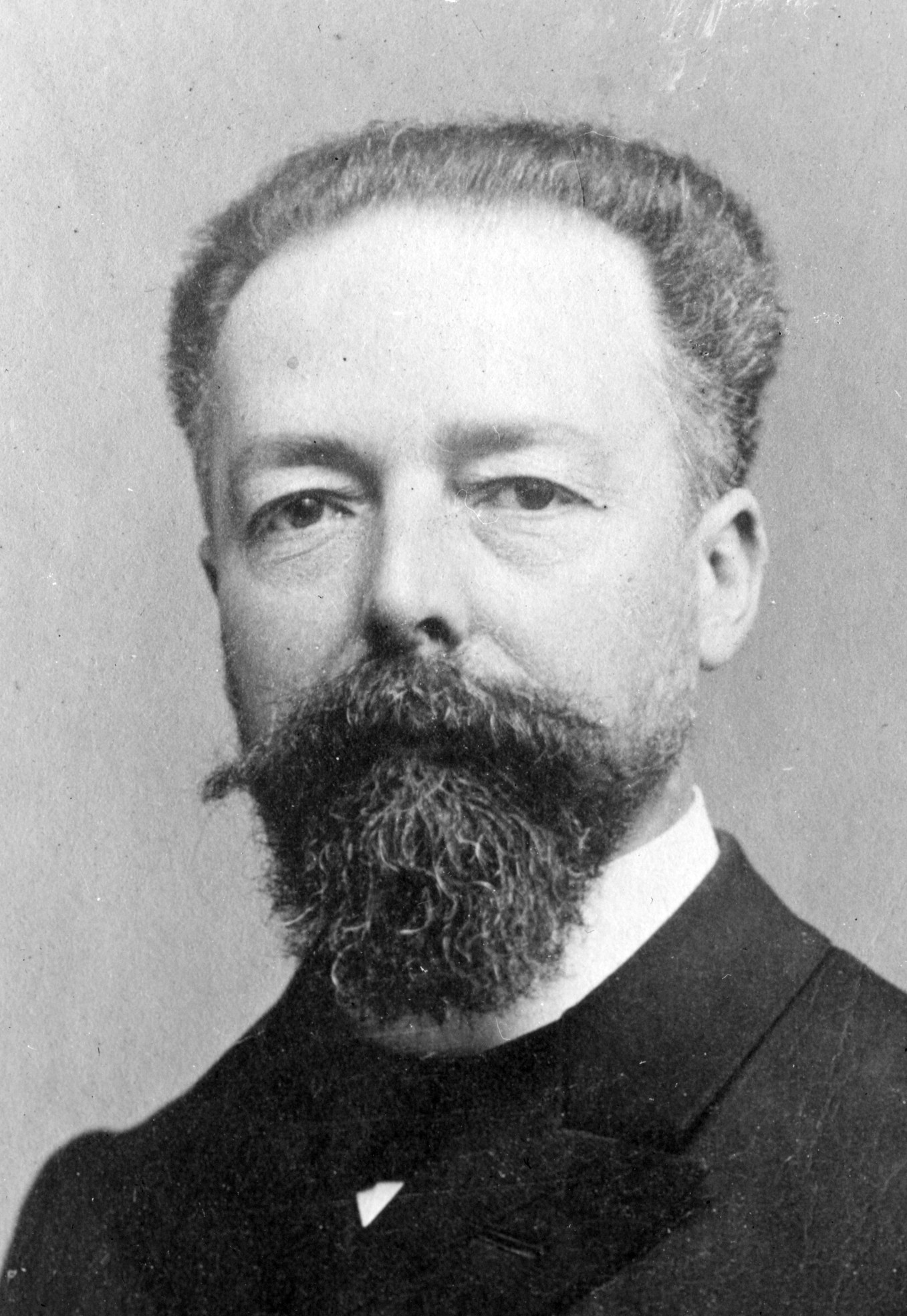
Paul Doumer

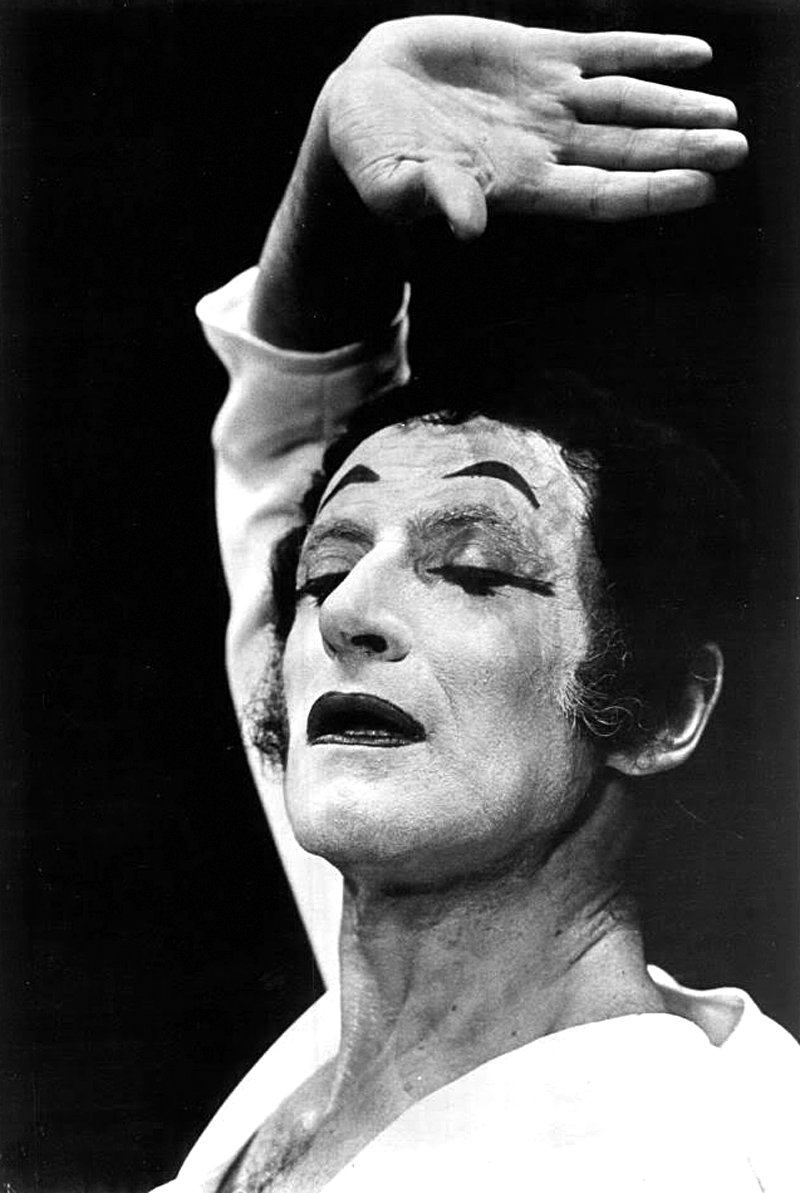
Marcel Marceau

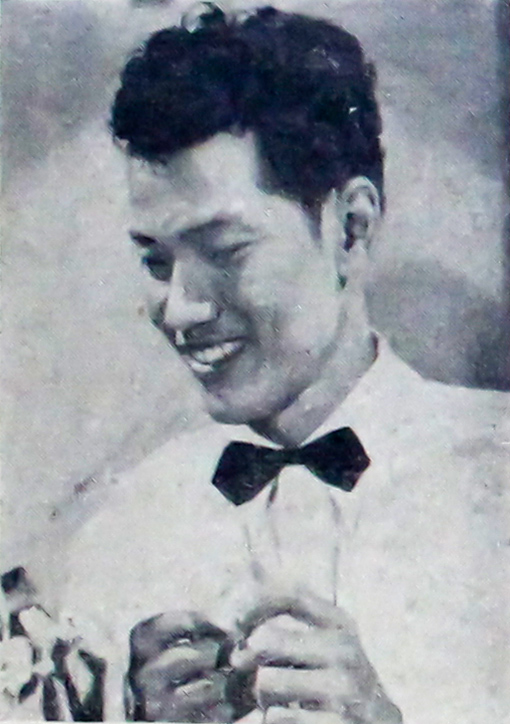
P. Ramlee

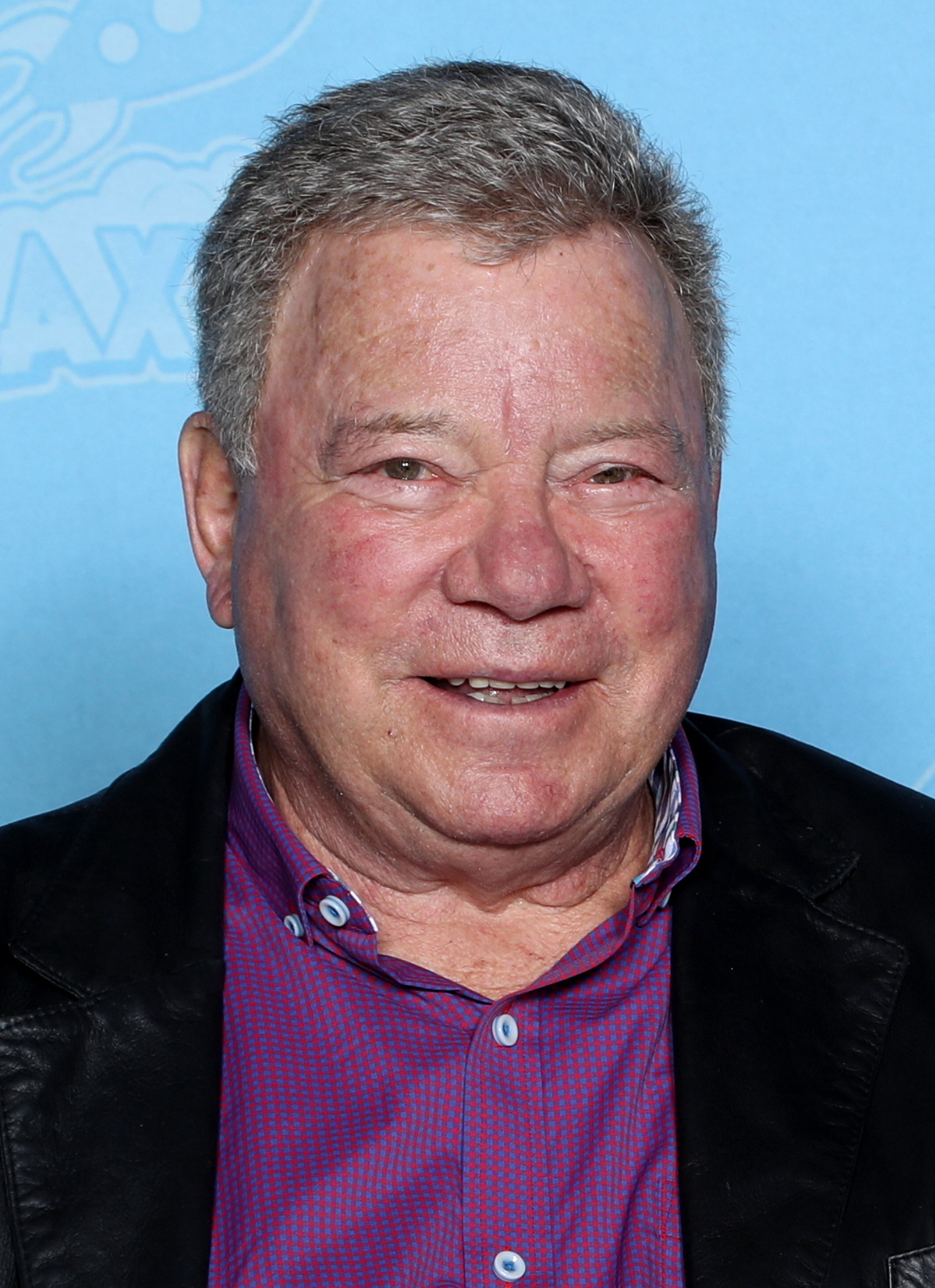
William Shatner

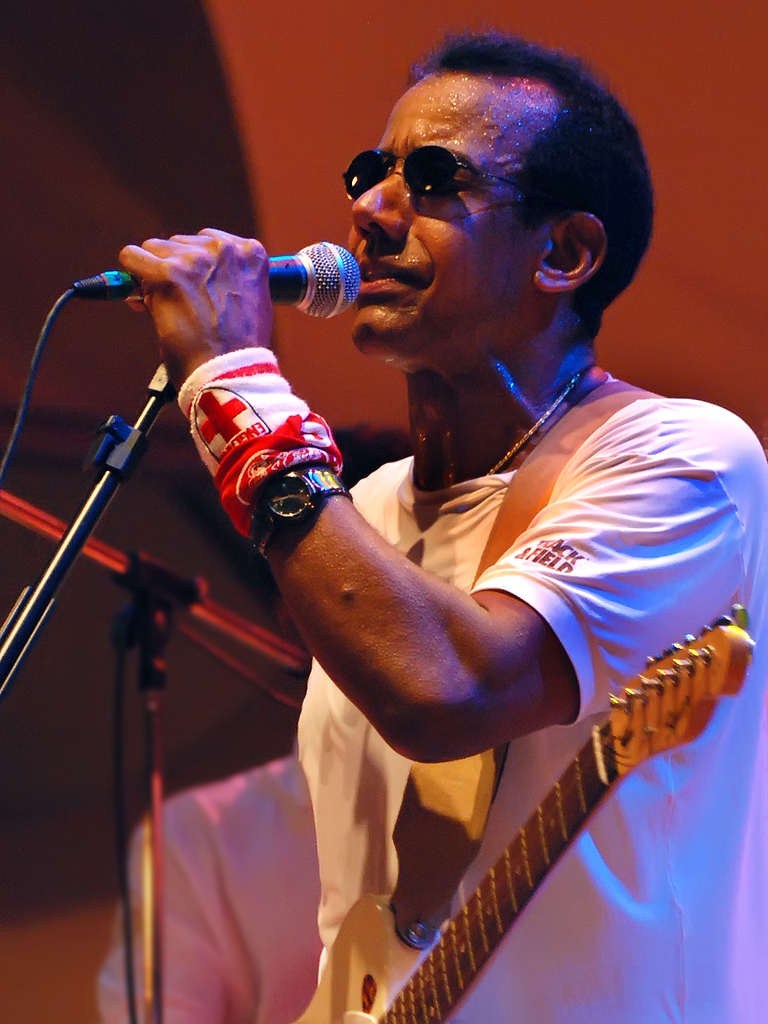
Jorge Ben Jor

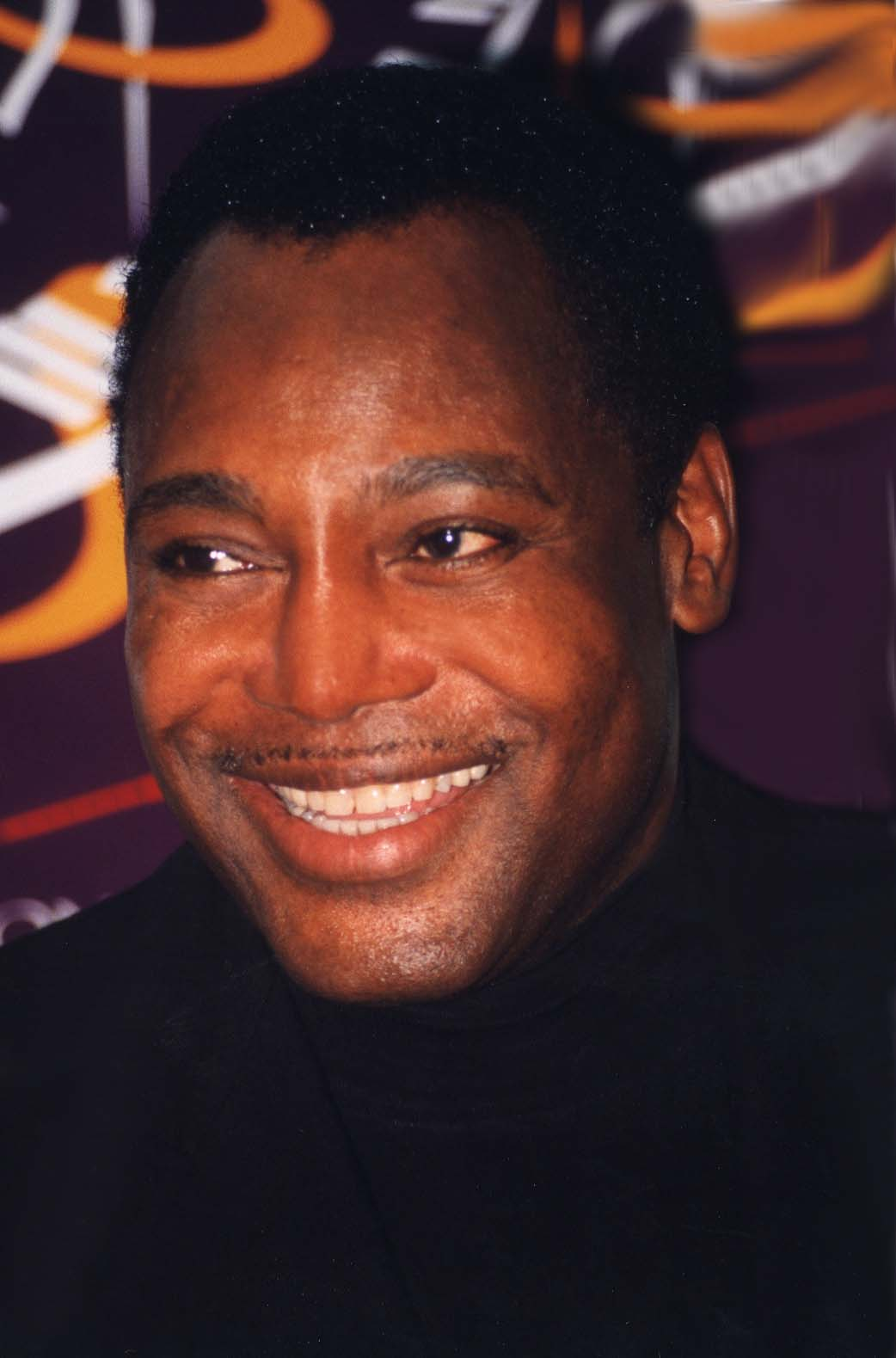
George Benson

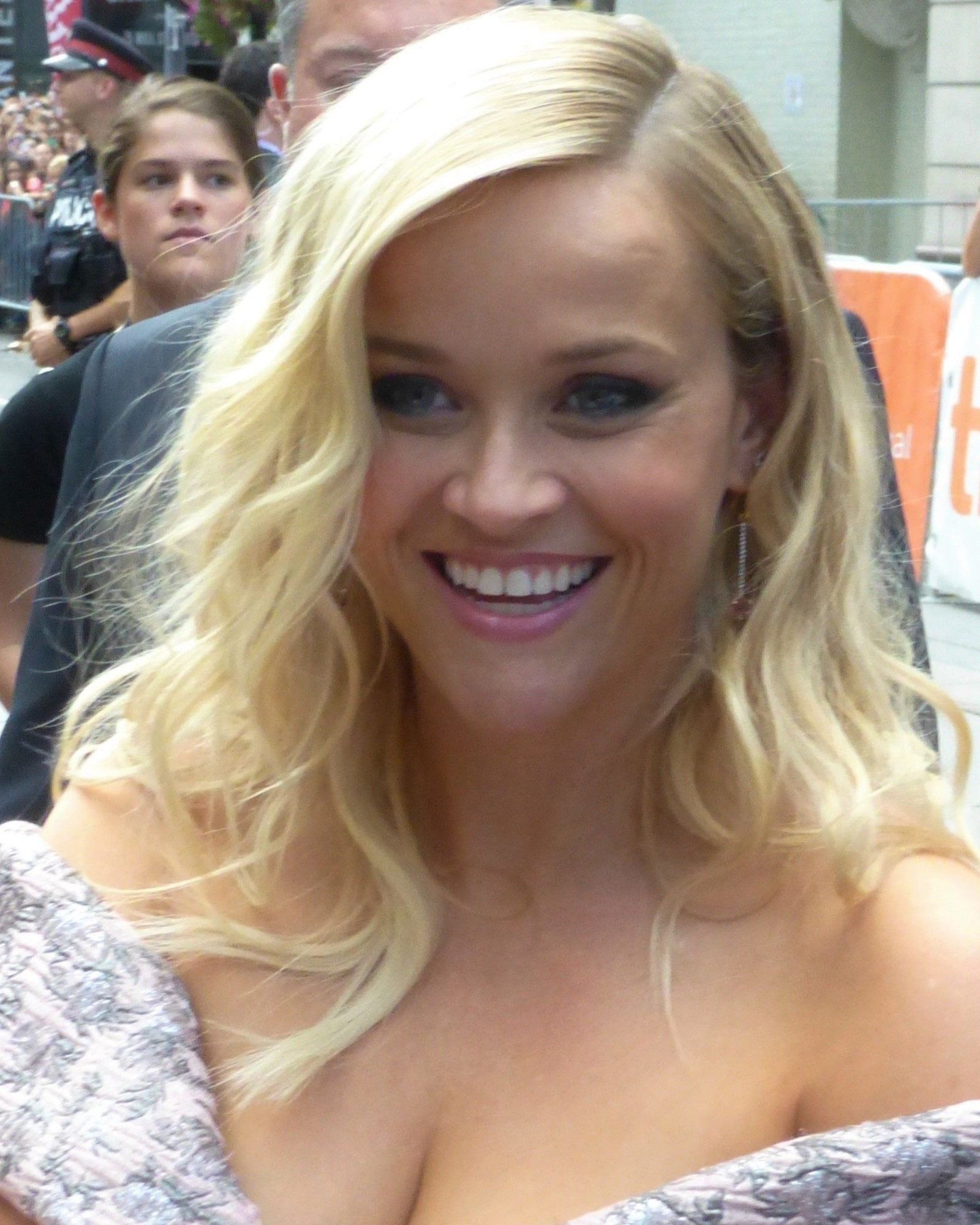
Reese Witherspoon

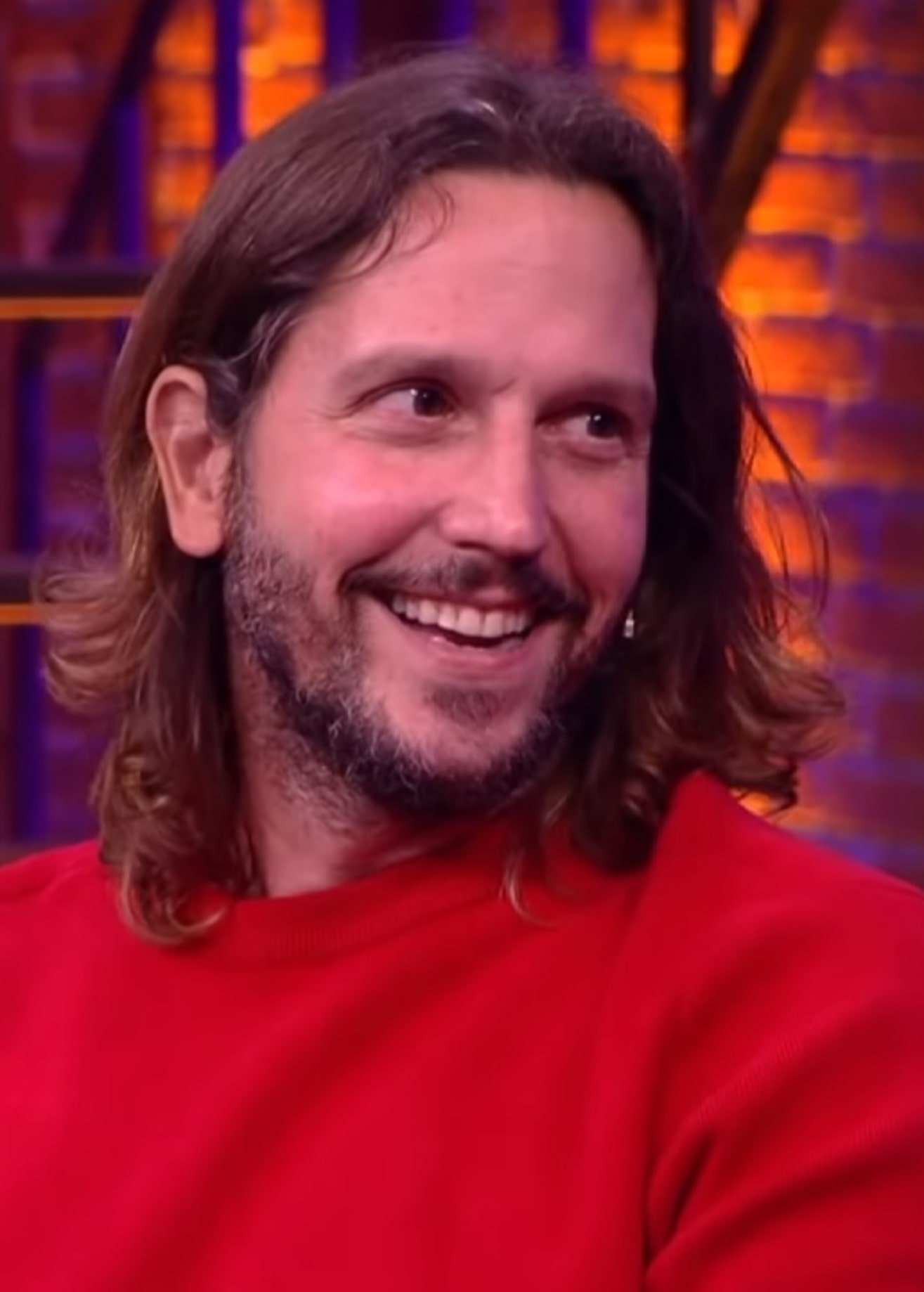
Vladimir Brichta

### Anteriores ao século XIX
- 0841 — Bernardo Plantevelue, nobre francês (m. 886).
- 0875 — Guilherme I da Aquitânia (m. 918).
- 1212 — Go-Horikawa imperador japonês (m. 1234).
- 1394 — Ulugue Begue, astrônomo e matemático persa (m. 1449).
- 1459 — Maximiliano I do Sacro Império Romano-Germânico (m. 1519).
- 1517 — Gioseffo Zarlino, teórico musical italiano (m. 1590).
- 1519 — Catarina Willoughby, nobre inglesa (m. 1580).
- 1581 — Gregória de Habsburgo, nobre austríaca (m. 1597).
- 1599 — Antoon van Dyck, pintor e gravurista flamengo-inglês (m. 1641).
- 1609 — João II Casimiro Vasa da Polônia (m. 1672).
- 1684 — William Pulteney, 1.º Conde de Bath, político britânico (m. 1764).
- 1720 — Nicolas-Henri Jardin, arquiteto francês (m. 1799).
- 1728 — Anton Raphael Mengs, pintor e teórico alemão (m. 1779).
- 1746 — Gérard van Spaendonck, pintor neerlandês (m. 1822).
- 1774 — João Schwalbach, nobre português (m. 1874).
- 1785 — Adam Sedgwick, cientista britânico (m. 1873).
- 1795 — Scipion Pinel, médico francês (m. 1859).
- 1796 — Heinrich Karl Beyrich, botânico e explorador alemão (m. 1834).
- 1797 — Guilherme I da Alemanha (m. 1888).
- 1799 — Friedrich Wilhelm August Argelander, astrônomo alemão (m. 1875).

### Século XIX
- 1806 — Gottlob Ludwig Rabenhorst, botânico alemão (m. 1881).
- 1812 — João Francisco Lisboa, político, escritor e jornalista brasileiro (m. 1863).
- 1817 — Braxton Bragg, general americano (m. 1876).
- 1833 — Manuel Ruiz Zorrilla, político espanhol (m. 1895).
- 1842 — Mykola Lysenko, pianista, compositor e maestro ucraniano (m. 1912).
- 1843 — Manuel Martins Torres, político brasileiro (m. 1905).
- 1845 — Guilherme Braga, poeta português (m. 1874).
- 1846 — Randolph Caldecott, ilustrador e pintor britânico (m. 1886).
- 1852 — Hector Sévin, cardeal francês (m. 1916).
- 1857 — Paul Doumer, matemático, jornalista e político francês (m. 1932).
- 1858 — Elisa Agnini Lollini, pacifista, sufragista e política italiana (m. 1922).
- 1866 — Wilhelm Giesbrecht, engenheiro alemão (m. 1957).
- 1867 — Guimarães Passos, jornalista e poeta brasileiro (m. 1909).
- 1868 — Robert Andrews Millikan, coronel e físico americano, ganhador do Prêmio Nobel (m. 1953).
- 1869 — Emilio Aguinaldo, general e político filipino (m. 1964).
- 1871 — Albano Portugal Durão, militar português (m. 1925).
- 1872 — Charles Fuller Baker, agrônomo, entomologista e botânico estado-unidense (m. 1927).
- 1873 — Julieta Lanteri, médica e ativista ítalo-argentina (m. 1932).
- 1878 — Michel Théato, atleta luxemburguês (m. 1919).
- 1879 — Hugo Gerdau, empresário brasileiro (m. 1946).
- 1880
  - Artur Neiva, cientista brasileiro (m. 1943).
  - Kuniaki Koiso, político japonês (m. 1950).
- 1884 — Glauco Velásquez, compositor brasileiro (m. 1914).
- 1890 — Aníbal Bruno, jurista brasileiro (m. 1976).
- 1896
  - Pierre Jeanneret, arquiteto suíço (m. 1967).
  - Joseph Schildkraut, ator austríaco-americano (m. 1964).
- 1897 — Otto Roelen, químico alemão (m. 1993).
- 1899 — Ruth Page, bailarina e coreógrafa americana (m. 1991).

### Século XX

#### 1901–1950
- 1902
  - Ney Neves Galvão, economista brasileiro (m. 1990).
  - Derelys Perdue, atriz e dançarina norte-americana (m. 1989).
  - Harald Geppert, matemático alemão (m. 1945).
- 1905 — Ángel Melogno, futebolista uruguaio (m. 1945).
- 1906 — Ernest Libérati, futebolista francês (m. 1983).
- 1907 — James M. Gavin, general e diplomata americano (m. 1990).
- 1908
  - Jack Crawford, tenista australiano (m. 1991).
  - Louis L'Amour, romancista e contista americano (m. 1988).
  - Ernest Libérati, futebolista franco-argelino (m. 1983).
- 1910
  - Nicholas Monsarrat, marinheiro e escritor britânico (m. 1979).
  - Hans Keiter, handebolista alemão (m. 2005).
- 1911
  - Amaro Quintas, historiador e escritor brasileiro (m. 1998).
  - Sophie Maslow, dançarina, professora de dança e coreógrafa estado-unidense (m. 2006).
- 1912
  - Karl Malden, ator estado-unidense (m. 2009).
  - Agnes Martin, pintora e educadora canadense-americana (m. 2004).
  - Leslie Johnson, automobilista britânico (m. 1959).
  - Alfred Schwarzmann, ginasta alemão (m. 2000).
- 1913
  - Lew Wasserman, empresário e agente de talentos americano (m. 2002).
  - Sabiha Gökçen, aviadora turca (m. 2001).
  - Max Hofmeister, futebolista austríaco (m. 2000).
- 1917
  - Virginia Grey, atriz estado-unidense (m. 2004).
  - Irving Kaplansky, matemático e acadêmico canadense-americano (m. 2006).
  - Ewald Cebula, futebolista e treinador de futebol polonês (m. 2004).
- 1918
  - Cheddi Jagan, político guianês (m. 1997).
  - Fred Crane, ator estado-unidense (m. 2008).
- 1920
  - Werner Klemperer, ator teuto-americano (m. 2000).
  - Katsuko Saruhashi, geoquímica japonesa (m. 2007).
  - Ross Martin, ator polaco-americano (m. 1981).
- 1921 — Nino Manfredi, ator, diretor e roteirista italiano (m. 2004).
- 1922 — Jean-François Thiriart, político belga (m. 1992).
- 1923 — Marcel Marceau, ator e mímico francês (m. 2007).
- 1924 — Allen Neuharth, jornalista e escritor americano (m. 2013).
- 1926 — Ivo Babuška, matemático tcheco (m. 2023).
- 1928
  - Ed Macauley, jogador de basquete, treinador e padre americano (m. 2011).
  - Dmitri Volkogonov, historiador, escritor e militar russo (m. 1995).
  - Ana Maria Poppovic, psicóloga e educadora brasileira (m. 1983).
- 1929
  - P. Ramlee, ator e cantor malaio (m. 1973).
  - Yayoi Kusama, artista japonesa.
  - Neudy Primo Massolini, político brasileiro (m. 1992).
- 1930
  - Derek Bok, advogado e acadêmico americano.
  - Pat Robertson, religioso e apresentador americano (m. 2023).
  - Monah Delacy, atriz brasileira.
  - Stephen Sondheim, compositor estado-unidense (m. 2021).
  - Stefano Gobbi, religioso italiano (m. 2011).
- 1931
  - Burton Richter, físico e acadêmico americano, ganhador do Prêmio Nobel (m. 2018).
  - William Shatner, ator canadense.
- 1932
  - Larry Evans, jogador de xadrez e jornalista americano (m. 2010).
  - Mauro Rodrigues, ex-futebolista brasileiro.
- 1933
  - Abolhassan Bani-Sadr, economista e político iraniano (m. 2021).
  - Léa Camargo, atriz brasileira (m. 2023).
  - Michel Hidalgo, futebolista e treinador de futebol francês (m. 2020).
  - Francisco Romeu Landi, engenheiro civil brasileiro (m. 2004).
- 1934
  - May Britt, atriz sueca.
  - Orrin Hatch, político e advogado estado-unidense (m. 2022).
- 1935 — M. Emmet Walsh, ator americano (m. 2024).
- 1936 — Joaquim Santana, futebolista português (m. 1989).
- 1937
  - Armin Hary, velocista alemão.
  - Angelo Badalamenti, pianista e compositor estado-unidense (m. 2022).
  - Jardel Mello, ator e diretor brasileiro (m. 2008).
  - Emerich Jenei, ex-futebolista e ex-treinador de futebol romeno.
- 1938
  - Walmor de Luca, político brasileiro (m. 2019).
  - Getúlio Côrtes, compositor, cantor e músico brasileiro.
- 1939
  - Jorge Ben Jor, músico e compositor brasileiro.
  - Bavua Ntinu André, artista marcial congolês (m. 2013).
  - Jan Hugens, ciclista neerlandês (m. 2011).
- 1940
  - Fausto Bertinotti, político italiano.
  - Haing S. Ngor, médico e escritor cambojano-americano (m. 1996).
- 1941
  - Billy Collins, poeta americano.
  - Bruno Ganz, ator suíço (m. 2019).
  - Stanisław Stec, político polonês.
  - Marcilio Duarte, advogado e político brasileiro.
- 1942
  - Dick Pound, advogado e acadêmico canadense.
  - Mihai Ivăncescu, futebolista romeno (m. 2008).
- 1943
  - George Benson, cantor, compositor e guitarrista estado-unidense.
  - Keith Relf, músico britânico (m. 1976).
  - Lynn Burke, ex-nadadora estado-unidense.
- 1945
  - Carmen Silva, cantora e compositora brasileira (m. 2016).
  - Roberto Gesta de Melo, dirigente esportivo brasileiro.
  - Agustín Cejas, futebolista e treinador de futebol argentino (m. 2015).
  - Eric Roth, roteirista e produtor estado-unidense.
- 1946
  - Don Chaney, ex-jogador e treinador de basquete americano.
  - Harry Vanda, cantor, compositor, guitarrista e produtor neerlandês-australiano.
  - José Luiz Carbone, futebolista e treinador de futebol brasileiro (m. 2020).
- 1947
  - James Patterson, escritor e produtor americano.
  - Ahmed Al-Tarabilsi, ex-futebolista kuwaitiano.
  - Erik Orsenna, escritor e acadêmico francês.
- 1948
  - Andrew Lloyd Webber, compositor, produtor musical e diretor britânico.
  - Inri Cristo, líder religioso brasileiro.
  - Vasile Oltean, filólogo, museógrafo e teólogo romeno.
  - Bernard Dietz, ex-futebolista e treinador de futebol alemão.
- 1949
  - Dinaelza Coqueiro, ativista brasileira (m. 1974).
  - Fanny Ardant, atriz, diretora e roteirista francesa.
  - Brian Hanrahan, jornalista britânico (m. 2010).
  - John Toshack, ex-futebolista e treinador de futebol britânico.
  - Jean-Michel Aulas, empresário e dirigente esportivo francês.
- 1950 — Goran Bregović, músico e compositor bósnio.

#### 1951–2000
- 1951
  - Musa Manarov, cosmonauta soviético.
  - Richard Terrile, astrônomo norte-americano.
- 1952 — Abelardo Camarinha, político brasileiro.
- 1953 — Eduardo Bandeira de Mello, dirigente esportivo e político brasileiro.
- 1954
  - Emery Moorehead, ex-jogador de futebol americano estado-unidense.
  - Estevam Hernandes, religioso brasileiro.
  - Fernando Freire, político brasileiro.
- 1955
  - Lena Olin, atriz sueca.
  - Martin Hoffmann, ex-futebolista alemão.
  - Valdis Zatlers, médico e político letão.
- 1956
  - Maria Teresa de Luxemburgo.
  - Colwyn Rowe, treinador de futebol britânico.
- 1957
  - Hossain Faraki, ex-futebolista iraniano.
  - Stephanie Mills, cantora e atriz estado-unidense.
  - Jacek Kaczmarski, cantor, compositor e poeta polonês (m. 2004).
- 1959
  - Matthew Modine, ator, diretor, produtor e roteirista estado-unidense.
  - Basim Qasim, ex-futebolista iraquiano.
  - Carlton Cuse, produtor e roteirista de televisão estado-unidense.
- 1960 — Nicole Holofcener, cineasta e roteirista estado-unidense.
- 1962 — Juan Aguilera, ex-tenista espanhol.
- 1963
  - Martín Vizcarra, engenheiro e político peruano.
  - Oleg Kuznetsov, ex-futebolista alemão-ucraniano.
  - Giuseppe Galderisi, ex-futebolista e treinador de futebol italiano.
  - Carlos Viana, jornalista e político brasileiro.
- 1964 — Fernando Capez, professor, jurista e político brasileiro.
- 1965
  - Jorginho Cantinflas, ex-futebolista e treinador de futebol brasileiro.
  - Ice MC, músico britânico.
- 1966
  - António Pinto, ex-atleta português.
  - Brian Shaw, ex-jogador e treinador de basquete americano.
- 1967 — Mario Cipollini, ex-ciclista italiano.
- 1968
  - Euronymous, músico norueguês (m. 1993).
  - Kazuya Maekawa, ex-futebolista japonês.
- 1969 — David Nyathi, ex-futebolista sul-africano.
- 1970
  - Leontien van Moorsel, ciclista neerlandês.
  - Hwang Young-cho, ex-maratonista sul-coreano.
  - Renato Paiva, treinador de futebol português.
- 1971
  - Keegan-Michael Key, ator, comediante e escritor americano.
  - Luis Mariutti, músico brasileiro.
  - Steve Hewitt, músico britânico.
  - Will Yun Lee, ator estado-unidense.
- 1972
  - Shawn Bradley, ex-jogador, treinador de basquete e ator americano-alemão.
  - Cory Lidle, jogador de beisebol estado-unidense (m. 2006).
  - Dax Griffin, ator estado-unidense.
  - Elvis Stojko, patinador artístico e comentarista esportivo canadense.
- 1973 — Alessandro Pierini, ex-futebolista italiano.
- 1974
  - Horacio Sicilia, remador argentino.
  - Lucimar Moura, ex-atleta brasileira.
  - Marcus Camby, ex-jogador de basquetebol estado-unidense.
  - Philippe Clement, ex-futebolista e treinador de futebol belga.
- 1975
  - Jiří Novák, ex-tenista tcheco-monegasco.
  - Anne Dudek, atriz estado-unidense.
  - Alberto Valentim, ex-futebolista e treinador de futebol brasileiro.
  - Mariusz Piekarski, ex-futebolista polonês.
  - Nathan Greno, diretor e animador estado-unidense.
  - Cole Hauser, ator e produtor estado-unidense.
- 1976
  - Teun de Nooijer, jogador de hóquei em campo neerlandês.
  - Kellie Shanygne Williams, atriz americana.
  - Reese Witherspoon, atriz e produtora estado-unidense.
  - Vladimir Brichta, ator brasileiro.
  - Leandro Machado, ex-futebolista brasileiro.
  - Imed Mhadhebi, ex-futebolista tunisiano.
- 1977
  - Joey Porter, ex-jogador e treinador de futebol americano estado-unidense.
  - John Otto, músico estado-unidense.
- 1978 — Henrique Diez Botelho, ex-automobilista português.
- 1979
  - Juan Uribe, ex-jogador de beisebol dominicano.
  - Aldo Duscher, ex-futebolista argentino.
  - Jonas Warrer, velejador dinamarquês.
- 1980
  - Sandro Cardoso dos Santos, ex-futebolista brasileiro.
  - Wu Xue, mesa-tenista chinesa.
  - Kandyse McClure, atriz sul-africana.
  - Begoña Fernández, ex-handebolista espanhola.
- 1981
  - Alinne Rosa, cantora, compositora, atriz e jurada brasileira.
  - Karina Jelinek, modelo argentina.
  - Tiffany Dupont, atriz estado-unidense.
  - Mims, rapper estado-unidense.
  - Meng Fei, ex-ginasta chinesa.
  - Imre Szabics, ex-futebolista húngaro.
  - Mirel Rădoi, ex-futebolista e treinador de futebol romeno.
  - Ronaldo, cantor brasileiro.
- 1982
  - Daniel Erthal, ator e empresário brasileiro.
  - Felipe Solari, apresentador de televisão, ator, diretor e podcaster brasileiro.
  - Inácio Piá, ex-futebolista brasileiro.
  - Michelle Bolsonaro, ex-primeira-dama brasileira.
  - Yossi Shivhon, ex-futebolista israelense.
  - Constance Wu, atriz estado-unidense.
  - Enrico Gasparotto, ex-ciclista italiano.
  - Ovidiu Petre, ex-futebolista romeno.
- 1983
  - Dagoberto Pelentier, ex-futebolista brasileiro.
  - Dyego Coelho, ex-futebolista e treinador de futebol brasileiro.
  - Wallace Martins, jogador de vôlei brasileiro.
- 1984
  - Diego Souza, ex-futebolista e treinador de futebol brasileiro.
  - Piotr Trochowski, ex-futebolista alemão.
  - Zhang Zilin, modelo chinesa.
  - Saïdou Panandétiguiri, ex-futebolista burquinense.
- 1985
  - Jakob Fuglsang, ciclista dinamarquês.
  - Marcus Vinícius Cesário, ex-futebolista brasileiro.
  - Amália Barros, jornalista, política e ativista brasileira (m. 2024).
  - Jeon Bo-ram, cantora sul-coreana.
  - Laure, futebolista espanhol.
- 1986
  - David Choi, cantor, compositor, guitarrista e produtor americano.
  - Matt Bush, ator estado-unidense.
  - Tatiane Sakemi, nadadora brasileira.
- 1987
  - Alexander Shatilov, ginasta israelense.
  - Eduardo Ferreira Abdo Pacheco, ex-futebolista brasileiro.
  - Andreas Haider-Maurer, ex-tenista austríaco.
  - Joe Soto, lutador estado-unidense.
- 1988
  - Sabyrkhan Ibraev, futebolista cazaque.
  - Tania Raymonde, atriz estado-unidense.
  - Geoffrey Soupe, ciclista francês.
  - Qays Shayesteh, futebolista afegão.
  - Tobias Sippel, futebolista alemão.
- 1989
  - J. J. Watt, ex-jogador de futebol americano e ator estado-unidense.
  - Jeffrey Fortes, futebolista cabo-verdiano.
  - Tyler Oakley, ator e ativista americano.
  - Jelle Vossen, futebolista belga.
  - Benjamin King, ciclista norte-americano.
  - Jimmy Durmaz, futebolista sueco.
  - Diego Rosa, futebolista brasileiro.
  - Néstor Vidrio, futebolista mexicano.
  - Ruy Brissac, ator, cantor e dançarino brasileiro.
- 1990
  - Javier Eraso, futebolista espanhol.
  - Samuel Melo, ator e cantor brasileiro.
  - Vladimir Nikitin, pugilista russo.
- 1991
  - Roberto Merhi, automobilista espanhol.
  - Rhyne Williams, tenista estado-unidense.
- 1992
  - Jessie Andrews, atriz estado-unidense.
  - MacDonald Taylor, Jr., ex-futebolista virginense.
- 1993 — Lucas Salles, humorista e ator brasileiro.
- 1994
  - Jean-Paul Boëtius, futebolista neerlandês.
  - Douglas Santos, futebolista brasileiro.
  - Aliaksandra Sasnovich, tenista bielorrussa.
  - Lon3r Johny, rapper português.
- 1995 — Nick Robinson, ator estado-unidense.
- 1996
  - Everton Cebolinha, futebolista brasileiro.
  - Ludvig Håkanson, jogador de basquete sueco.
  - Matheus Jussa, futebolista brasileiro.
  - Gig Morton, ator canadense.
- 1997
  - Alex Meret, futebolista italiano.
  - Harry Wilson, futebolista britânico.
  - Niklas Larsen, ciclista dinamarquês
  - Luiz Felipe, futebolista ítalo-brasileiro.
- 1998 — Paola Andino, atriz estado-unidense.
- 1999
  - Mick Schumacher, automobilista alemão.
  - Iván Angulo, futebolista colombiano.
  - Ali Davoudi, halterofilista iraniano.
- 2000
  - Pawat Chittsawangdee, ator tailandês.
  - Luca Orellano, futebolista argentino.

### Século XXI
- 2002 — Bernardo Simões, ator e modelo brasileiro.
- 2003 — Sergio García, motociclista espanhol.

## Mortes

### Anteriores ao século XIX
- 0752 — Papa Zacarias (n. 679).
- 0880 — Carlomano da Baviera, rei franco (n. ?).
- 1144 — Guilherme de Norwich, aprendiz inglês (n. ?).
- 1418 — Nicolas Flamel, alquimista francês (n. 1330).
- 1421 — Tomás de Lencastre, Duque de Clarence (n. 1387).
- 1471 — Jorge de Poděbrady (n. 1420).
- 1544 — Johannes Magnus, arcebispo e teólogo sueco (n. 1488).
- 1602 — Agostino Carracci, pintor e educador italiano (n. 1557).
- 1679 — Pedro de Almeida, 1.º Conde de Assumar (n. 1630).
- 1685 — Go-Sai imperador japonês (n. 1638).
- 1686 — João Frederico de Brandemburgo-Ansbach, nobre alemão (n. 1654).
- 1687 — Jean-Baptiste Lully, compositor e maestro ítalo-francês (n. 1632).
- 1758 — Jonathan Edwards, religioso, teólogo e filósofo britânico (n. 1703).
- 1761 — Pierre Fauchard, médico francês (n. 1678).
- 1772 — John Canton, físico e acadêmico britânico (n. 1718).

### Século XIX
- 1820 — Stephen Decatur, comandante americano (n. 1779).
- 1823 — Adam Kazimierz Czartoryski, aristocrata, escritor e político polonês (n. 1734).
- 1826 — Paulo José da Silva Gama, militar e político brasileiro (n. 1779).
- 1832 — Johann Wolfgang von Goethe, romancista, poeta, dramaturgo e diplomata alemão (n. 1749).
- 1841 — Tokugawa Ienari, militar japonês (n. 1773).
- 1850 — Karl Sigismund Kunth, botânico alemão (n. 1788).
- 1851 — Göran Wahlenberg, botânico sueco (n. 1780).
- 1852
  - Auguste de Marmont, nobre francês (n. 1774).
  - Maria Sofia de Hesse-Cassel, rainha da Dinamarca e Noruega (n. 1767).
- 1866 — Francisco José Teixeira, minerador e nobre brasileiro (n. 1780).
- 1881 — Manuel Varela do Nascimento, militar brasileiro (n. 1803).
- 1885 — George Philips Dart, empresário português (n. 1811).
- 1887 — Aníbal Antunes Maciel, nobre brasileiro (n. 1838).
- 1889 — Hermann Theodor Geyler, paleontólogo e botânico alemão (n. 1835).
- 1892 — David Hayes Agnew, cirurgião norte-americano (n. 1818).
- 1895 — Clarence Paget, político e escultor britânico (n. 1811).

### Século XX
- 1904 — Karl Moritz Schumann, botânico alemão (n. 1851).
- 1913
  - Song Jiaoren, educador e político chinês (n. 1882).
  - Gheorghe Grigore Cantacuzino, político romeno (n. 1833).
- 1919 — Herbert Huntington Smith, naturalista estado-unidense (n. 1851).
- 1927 — Charles Sprague Sargent, botânico estado-unidense (n. 1841).
- 1928 — Eduardo da Silva Prates, nobre brasileiro (n. 1860).
- 1935 — Arthur Constantin Krebs, militar e engenheiro francês (n. 1850).
- 1945 — Branca de Gonta Colaço, escritora e recitalista portuguesa (n. 1880).
- 1946
  - Clemens August von Galen, religioso alemão (n. 1878).
  - Werner von Blomberg, militar alemão (n. 1878).
- 1948 — Fritz Saxl, historiador da arte austríaco (n. 1890).
- 1950 — Emmanuel Mounier, filósofo francês (n. 1905).
- 1952 — Don Stephen Senanayake, político cingalês (n. 1883).
- 1953 — Gustav Herglotz, matemático alemão (n. 1881).
- 1955
  - Ivan Šubašić, advogado e político croata (n. 1892).
  - Guido Caloi, industrial brasileiro (n. 1896).
- 1956
  - Francisco de Aquino Correia, religioso brasileiro (n. 1885).
  - Eduardo Lonardi, militar e político argentino (n. 1896).
- 1958 — Mike Todd, produtor de cinema americano (n. 1909).
- 1960
  - José Antonio Aguirre, advogado e político espanhol (n. 1904).
  - Agnes Arber, botânica e historiadora britânica (n. 1879).
- 1966 — Henrique Fontes, político brasileiro (n. 1885).
- 1974
  - Peter Revson, automobilista estado-unidense (n. 1939).
  - Orazio Satta Puliga, designer automobilístico italiano (n. 1910).
- 1978
  - Karl Wallenda, acrobata e equilibrista teuto-americano (n. 1905).
  - John Hall Wheelock, poeta estado-unidense (n. 1886).
- 1979 — Ben Lyon, ator e executivo de estúdio americano (n. 1901).
- 1980 — Hélio Oiticica, pintor, escultor e artista plástico brasileiro (n. 1937).
- 1982 — Pericle Felici, cardeal italiano (n. 1911).
- 1984
  - Laura Alvim, benemérita brasileira (n. 1902).
- 1986
  - Olive Deering, atriz americana (n. 1918).
  - Charles Starrett, ator estado-unidense (n. 1903).
- 1989 — Bernardino Soares Viana, político brasileiro (n. 1923).
- 1990 — Gerald Bull, engenheiro e acadêmico canadense (n. 1928).
- 1994
  - Walter Lantz, animador, diretor e produtor estado-unidense (n. 1899).
  - Dan Hartman, cantor, compositor e produtor americano (n. 1950).
- 1995 — Raimundo Wall Ferraz, historiador e político brasileiro (n. 1932).
- 1996 — Robert Overmyer, astronauta e piloto de testes estado-unidense (n. 1936).
- 1998
  - Brandão Filho, ator brasileiro (n. 1910).
  - Rubens Moraes Sarmento, radialista brasileiro (n. 1922).
- 1999 — David Strickland, ator estado-unidense (n. 1969).
- 2000 — Carlo Parola, futebolista e treinador italiano (n. 1921).

### Século XXI
- 2001
  - Stepas Butautas, jogador e treinador de basquete lituano (n. 1925).
  - William Hanna, animador, diretor, produtor e dublador americano (n. 1910).
  - Tony Gibson, psicólogo e anarquista britânico (n. 1914).
  - Hélio Holanda Melo, artista plástico, compositor, músico e escritor brasileiro (n. 1926).
  - Sabiha Gökçen, aviadora turca (n. 1913).
- 2003 — Geraldo França de Lima, escritor brasileiro (n. 1914).
- 2004 — Ahmed Yassin, político palestino (n. 1937).
- 2005
  - Kenzo Tange, arquiteto japonês (n. 1913).
  - Clemente Domínguez y Gómez, antipapa espanhol (n. 1946).
- 2006
  - Pierre Clostermann, militar, aviador e político francês (n. 1921).
  - Pío Leyva, cantor e escritor cubano (n. 1917).
- 2007 — U. G. Krishnamurti, filósofo e educador indo-italiano (n. 1918).
- 2008
  - Cachao López, baixista e compositor cubano-americano (n. 1918).
  - Adolfo Antonio Suárez Rivera, religioso mexicano (n. 1927).
- 2009 — Jade Goody, atriz britânica (n. 1981).
- 2010 — James Black, biólogo e farmacologista britânico, ganhador do Prêmio Nobel (n. 1924).
- 2011 — Artur Agostinho, jornalista, radialista e escritor português (n. 1920).
- 2013 — Bebo Valdés, pianista e compositor cubano-sueco (n. 1918).
- 2015 — Cláudio Marzo, ator brasileiro (n. 1940).
- 2016
  - Phife Dawg, rapper americano (n. 1970).
  - Rob Ford, empresário e político canadense (n. 1969).
  - Rita Gam, atriz americana (n. 1927).
- 2018
  - Carlos Eduardo Miranda, produtor musical brasileiro (n. 1962).
  - Morgana King, atriz e cantora americana (n. 1930).
- 2019 — Scott Walker, cantor e compositor anglo-americano (n. 1943).

## Feriados e eventos cíclicos
- UNESCO – Dia Mundial da Água

### Portugal
- Dia do Teatro Amador

### Cristianismo
- Clemens August von Galen
- Epafrodito
- Jonathan Edwards
- Papa Zacarias

## Outros calendários
- No calendário romano era o 11.º dia (XI) antes das calendas de abril.
- No calendário litúrgico tem a letra dominical D para o dia da semana.
- No calendário litúrgico esta é a data mais recuada em que pode ocorrer o domingo de Páscoa, mas a sua frequência é muito rara: embora teoricamente todos os 35 dias desse intervalo tenham a mesma probabilidade de ocorrer, os dias extremos - 22 de março e 25 de abril - ocorrem apenas 4 vezes nesse período de 532 anos (0,75%), são as datas menos prováveis. Antes da introdução do Calendário Gregoriano em 1582 era necessário que ocorresse no mesmo ano a combinação do Número áureo 16 com a Letra dominical D deste dia. Foi o caso do ano 1573. Depois da introdução do Calendário Gregoriano em 1582 apenas quando ocorre no mesmo ano a Epacta gregoriana 23 com a Letra dominical D deste dia, como foi o caso nos anos 1598, 1693, 1761 e 1818. A próxima combinação só ocorre no ano 2285.
- No calendário gregoriano a epacta do dia é ix.